# Becca di Montandayné
La Becca di Montandayné (in francese, Pic de Montandayné - 3.838 m s.l.m.) è una montagna del Massiccio del Gran Paradiso nelle Alpi Graie. Si trova in Valle d'Aosta lungo lo spartiacque tra la Valsavarenche e la Val di Cogne a nord del più importante Gran Paradiso.
Su versante ovest della montagna, quello verso la Valsavarenche, prende forma il Ghiacciaio di Montandayné. Per salire alla vetta si può partire da Valnontey passando per il Bivacco Leonessa.